# Метавія
Метавія (араб. المـطـويّـة) — місто в Тунісі. Входить до складу вілаєту Габес. Станом на 2004 рік тут проживало 9 946 осіб.